# 1970 год в науке
1970 год был объявлен Организацией Объединённых Наций Международным годом просвещения.

## События
- 21 февраля — частное лунное затмение затмение в экваториальной зоне Земли (фаза 0,04)[2].
- 7 марта — полное солнечное затмение (максимальная фаза 1,0414)[3].
- 11 апреля — в 19 часов 13 минут по Гринвичу с космодрома на мысе Канаверал был произведён старт корабля «Аполлон-13» (США). Он был единственным из серии «Аполлон», на котором произошла серьёзная авария во время полёта к Луне.
- 1 июня — запуск корабля «Союз-9» (СССР). Самый длительный, до сегодняшнего дня, полёт в одном космическом корабле (424 ч 59 мин).
- 17 августа — частное лунное затмение затмение в Южном полушарии Земли (фаза 0,40)[2].
- 31 августа — кольцеобразное солнечное затмение (максимальная фаза 0,94)[4].
- 12 сентября — старт АМС «Луна-16», первого автоматического аппарата, доставившего внеземное вещество на Землю.
- 17 ноября — АМС «Луна-17» доставила на поверхность Моря Дождей первый Луноход.
- 17 ноября — запатентована Компьютерная мышь. Дуглас Енгельбарт получил патент № 3 541 541. Официально изобретение называлось «Индикатор Х-Y-позиции для системы с дисплеем». Деревянная коробочка с двумя металлическими колёсиками была прозвана «мышкой» из-за провода, напоминавшего хвост[5].
- 15 декабря — космическая станция «Венера-7» совершает первую успешную посадку на Венеру.
- 12 декабря и 23 декабря — в СССР была завершена серия термоядерных взрывов по программе Сай-Утёс (создание провальных воронок, не связанных с полостью взрыва).

### Без точных дат
- В ленинградском отделении издательства «Наука» вышел первый том «Словаря синонимов русского языка» под редакцией Анастасии Петровны Евгеньевой, это стало событием в области литературоведения[6].

## Новые виды животных
- Животные, описанные в 1970 году

## Награды
- Нобелевская премия
  - Физика — Ханнес Альвен, «За фундаментальные работы и открытия в магнитной гидродинамике и плодотворные приложения их в различных областях физики». Луи Эжен Фелик Неель, «За фундаментальные труды и открытия, касающиеся антиферромагнетизма и ферромагнетизма, которые повлекли за собой важные приложения в области физики твёрдого тела».
  - Химия — Луис Федерико Лелуар, «За открытие первого сахарного нуклеотида и исследование его функций в превращении сахара и в биосинтезе сложных углеводов».
  - Медицина и физиология — Бернард Кац, Ульф фон Эйлер, Джулиус Аксельрод, «За открытия, касающиеся гуморальных передатчиков в нервных окончаниях и механизмов их хранения, выделения и инактивации».

- Большая золотая медаль имени М. В. Ломоносова
  - Иван Матвеевич Виноградов — за выдающиеся работы в области математики.
  - Арно Данжуа (член Французской академии наук) — за выдающиеся достижения в области математики.

- Филдсовская премия
  - Алан Бейкер (Великобритания).
  - Хэйсукэ Хиронака (Япония).
  - Сергей Петрович Новиков (СССР).
  - Джон Томпсон (Великобритания).

- Премия Тьюринга
  - Джеймс Харди Уилкинсон — за его исследования в области численного анализа, способствовавшие использованию высокоскоростных цифровых компьютеров, приобретшие особое значение в свете его работ по вычислениям в линейной алгебре и «обратному» анализу ошибок.

- Медаль Левенгука
  - Корнелис ван Ниль (США)

## Родились
- 20 августа — Джон Кармак, американский программист.

## Скончались
- 10 января — Павел Беляев, лётчик-космонавт СССР, полковник, Герой Советского Союза.